# Hoyte van Hoytema
Hoyte van Hoytema (Horgen, Zürich kanton, 1971. október 4. –) Oscar- és BAFTA-díjas holland–svéd operatőr aki a Łódźi Nemzeti Filmiskolában tanult. Néhány kiemelkedő munkája között szerepelnek az Engedj be! (film) (2008), A harcos (2010), Suszter, szabó, baka, kém (2011), A nő (2013), Spectre – A Fantom visszatér (2015), és az Ad Astra – Út a csillagokba (2019) című filmek. Hoytema ismert még Christopher Nolannel való közös munkája által ami többek közt a Csillagok között (2014), Dunkirk (2017), a Tenet (2020), valamint az Oppenheimer (2023), amelynek képi világa megteremtéséért Oscar-díjat kapott.

## Élete és munkássága
Hoytema a svájci Horgenben született holland szülők gyermekeként. A család Hoytema csecsemőkorában visszaköltözött Hollandiába. "Nem igazán vagyok kapcsolatban Svájccal, ott születtem, ennyi. A szüleim nagyon rövid ideig éltek ott. Mindketten Hollandiából származnak. Holland vagyok, de több mint 20 év telt el azóta, hogy Hollandiában voltam. "Ami a karrierem szempontjából fontos volt, az Svédországban történt. Van egy svéd feleségem és egy svéd lányom, és úgy érzem, hogy Svédország örökbe fogadott engem. Svédországhoz kötődöm leginkább."
Több játékfilmet, dokumentumfilmet és sikeres televíziós sorozatot forgatott. Mikael Marcimain, Tomas Alfredson és Christopher Nolan rendezőkkel folytatott együttműködése során sok kritikus elismerését és számos nemzeti és nemzetközi díjat nyert.
2005-ben a Hoytema létrehozta a Woophy nevű fényképmegosztó weboldalt Joris van Hoytema és Marcel Geenevasen közreműködésével, de pénzügyi okokból 2013. december 24-én a weboldalt megszüntették.
Hoytema az ASC, FSF és az NSC filmművészeti társaságok tagja.

## Filmográfia
| Évszám | Film                                              | Rendező           | Megjegyzés                                                                        |
| ------ | ------------------------------------------------- | ----------------- | --------------------------------------------------------------------------------- |
| 2003   | Svidd neger                                       | Erik Smith Meyer  |                                                                                   |
| 2003   | Tarifa Traffic: Death in the Straits of Gibraltar | Joakim Demmer     | Dokumentumfilm                                                                    |
| 2004   | Chlorox, Ammonium and Coffee                      | Mona J. Hoel      |                                                                                   |
| 2005   | Pistvakt                                          | Stephan Apelgren  |                                                                                   |
| 2007   | Nach der Musik (A Father's Music)                 | Igor Heitzmann    | Dokumentumfilm                                                                    |
| 2008   | Let the Right One In                              | Tomas Alfredson   |                                                                                   |
| 2009   | Flickan (The Girl)                                | Fredrik Edfeldt   |                                                                                   |
| 2010   | Ond tro (Bad Faith)                               | Kristian Petri    |                                                                                   |
| 2010   | The Fighter                                       | David O. Russell  |                                                                                   |
| 2011   | Suszter, szabó, baka, kém                         | Tomas Alfredson   | Jelölve- BAFTA-díj a legjobb operatőrnek                                          |
| 2012   | Call Girl                                         | Mikael Marcimain  |                                                                                   |
| 2013   | A nő                                              | Spike Jonze       |                                                                                   |
| 2014   | Csillagok között                                  | Christopher Nolan | Jelölve- BAFTA-díj a legjobb operatőrnek                                          |
| 2015   | Spectre                                           | Sam Mendes        |                                                                                   |
| 2017   | Dunkirk                                           | Christopher Nolan | Jelölve- Oscar-díj a legjobb operatőrnek Jelölve- BAFTA-díj a legjobb operatőrnek |
| 2019   | Ad Astra                                          | James Gray        |                                                                                   |
| 2020   | Tenet                                             | Christopher Nolan |                                                                                   |
| 2022   | Nem                                               | Jordan Peele      |                                                                                   |
| 2023   | Oppenheimer                                       | Christopher Nolan | Díj – Oscar-díj a legjobb operatőrnek Díj – BAFTA-díj a legjobb operatőrnek       |

### Tévéfilmek
| Évszám | Cím                                                       | Rendező                  | Jegyzet      |
| ------ | --------------------------------------------------------- | ------------------------ | ------------ |
| 2002   | Den förste zigenaren i rymden (The First Gypsy in Space)  | Agneta Fagerström-Olsson | Mini-sorozat |
| 2004   | Danslärarens återkomst (The Return of the Dancing Master) | Stephan Apelgren         | Mini-sorozat |
| 2005   | The Laser Man                                             | Mikael Marcimain         |              |
| 2006   | En fråga om liv och död (A Matter of Life and Death)      | Håkan Lindhé             | Mini-sorozat |
| 2007   | How Soon Is Now?                                          | Mikael Marcimain         |              |
| 2009   | Doktor Glas                                               | Változó                  | TV film      |

## Díjak És jelölések
| Évszám | Film                      | Díj | Eredmény | Forr.         |
| ------ | ------------------------- | --- | -------- | ------------- |
| 2008   | Let the Right One In      | Guldbagge díj a legjobb filmezésért                                                                        | Elnyerte | [ 8 ] [ 9 ]   |
| 2008   | Let the Right One In      | Kodak Nordic Vision díj a legjobb filmezésért                                                              | Elnyerte | [ 9 ]         |
| 2009   | Flickan (The Girl)        | Guldbagge díj a legjobb filmezésért                                                                        | Elnyerte | [ 9 ] [ 10 ]  |
| 2011   | Suszter, szabó, baka, kém | Amerikai Operatőrök Társaságának díja a kiemelkedő eredményekért a filmszínházban a színházi kiadásokban   | Jelölve  | [ 11 ]        |
| 2011   | Suszter, szabó, baka, kém | BAFTA-díj a legjobb filmezésért                                                                            | Jelölve  | [ 12 ] [ 13 ] |
| 2012   | Call Girl                 | Guldbagge díj a legjobb filmezésért                                                                        | Elnyerte | [ 14 ] [ 15 ] |
| 2013   | A nő                      | A Chicagói Filmkritikusok Egyesületének díja a legjobb filmezésért                                         | Jelölve  |               |
| 2013   | A nő                      | A washingtoni filmkritikusok egyesületének díja a legjobb filmezésért                                      | Jelölve  |               |
| 2013   | A nő                      | Circuit Community díj a legjobb filmezésért                                                                | Jelölve  |               |
| 2013   | A nő                      | Közép-Ohioi filmkritikusok szövetségének díja a legjobb filmezésért                                        | Jelölve  |               |
| 2013   | A nő                      | Indiewire kritikusok szavazása a legjobb filmezésért                                                       | Jelölve  |               |
| 2013   | A nő                      | Nemzetközi Online Mozi díj a legjobb filmezésért                                                           | Jelölve  |               |
| 2013   | A nő                      | Olaszországi online mozi díj a legjobb filmezésért                                                         | Jelölve  |               |
| 2013   | A nő                      | Online Film- és Televíziós Egyesület díja a legjobb filmezésért                                            | Jelölve  |               |
| 2013   | A nő                      | San Francisco filmkritikusok körének díja a legjobb filmezésért                                            | Jelölve  |               |
| 2013   | A nő                      | Mozi Blogger díj a legjobb filmezésért                                                                     | Jelölve  |               |
| 2013   | A nő                      | Portugál Online Filmkritikusok Díja a legjobb filmezésért                                                  | Jelölve  |               |
| 2013   | A nő                      | Arany Derby-díj a legjobb filmezésért                                                                      | Jelölve  |               |
| 2014   | Csillagok között          | Floridai filmkritikusok körének díja a legjobb filmezésért                                                 | Elnyerte |               |
| 2014   | Csillagok között          | Nevadai filmkritikusok társaságénak díja a legjobb filmezésért                                             | Elnyerte |               |
| 2014   | Csillagok között          | Észak-texasi filmkritikusok szövetségének díja a legjobb filmezésért                                       | Elnyerte |               |
| 2014   | Csillagok között          | Amerikai Operatőrök Társaságának díja az operatőrök kiemelkedő teljesítményéért a színházi megjelenésekben | Jelölve  |               |
| 2014   | Csillagok között          | BAFTA-díj a legjobb operatőrnek                                                                            | Jelölve  | [ 16 ]        |
| 2014   | Csillagok között          | Chicago Filmkritikusok Egyesületének díja a legjobb filmezésért                                            | Jelölve  |               |
| 2014   | Csillagok között          | Kritikusok választása filmdíj a legjobb filmezésért                                                        | Jelölve  |               |
| 2014   | Csillagok között          | San Diego Filmkritikusok Társaságának díja a legjobb filmezésért                                           | Jelölve  |               |
| 2014   | Csillagok között          | Satellite díj a legjobb filmezésért                                                                        | Jelölve  |               |
| 2014   | Csillagok között          | Washingtoni területi Filmkritikusok Egyesületének díja a legjobb filmezésért                               | Jelölve  |               |
| 2014   | Csillagok között          | Női filmújságírók szövetségének díja a legjobb filmezésért                                                 | Jelölve  |               |
| 2014   | Csillagok között          | Awards Circuit Community díj a legjobb filmezésért                                                         | Jelölve  |               |
| 2014   | Csillagok között          | Broadcast Film Critics Egyesület díja a legjobb filmezésért                                                | Jelölve  |               |
| 2014   | Csillagok között          | Ohio Központi Filmkritikusok Egyesületének díja a legjobb filmezésért                                      | Jelölve  |               |
| 2014   | Csillagok között          | Cinema Bloggers díj a legjobb filmezésért                                                                  | Jelölve  |               |
| 2014   | Csillagok között          | A Dallas-Fort Worth Filmkritikusok Egyesületének díja a legjobb filmezésért                                | Jelölve  |               |
| 2014   | Csillagok között          | Denveri filmkritikusok társaságának díja a legjobb filmezésért                                             | Jelölve  |               |
| 2014   | Csillagok között          | Georgiai Filmkritikusok Egyesületének díja a legjobb filmezésért                                           | Jelölve  |               |
| 2014   | Csillagok között          | Arany Derby díj a legjobb filmezésért                                                                      | Jelölve  |               |
| 2014   | Csillagok között          | A Houstoni Filmkritikusok Társaságának díja a legjobb filmezésért                                          | Jelölve  |               |
| 2014   | Csillagok között          | Indiewire kritikusok szavazása a legjobb filmezésért                                                       | Jelölve  |               |
| 2014   | Csillagok között          | Phoenix Filmkritikusok Társaságának díja a legjobb filmezésért                                             | Jelölve  |               |
| 2014   | Csillagok között          | Seattle-i Filmkritikusok díja a legjobb filmezésért                                                        | Jelölve  |               |
| 2014   | Csillagok között          | St. Louis-i Filmkritikusok Egyesületének díja a legjobb filmezésért                                        | Jelölve  |               |
| 2014   | Csillagok között          | Visual Effects Society Díj a kiemelkedő virtuális filmezésért                                              | Jelölve  |               |
| 2015   | Spectre                   | Satellite Díj a legjobb filmezésért                                                                        | Jelölve  |               |
| 2017   | Dunkirk                   | A Bostoni Filmkritikusok Társaságának díja a legjobb filmezésért                                           | Elnyerte |               |
| 2017   | Dunkirk                   | A délkeleti filmkritikusok szövetségének díjai a legjobb filmezésért                                       | Elnyerte |               |
| 2017   | Dunkirk                   | Georgiai Filmkritikusok Egyesületének díja a legjobb filmezésért                                           | Elnyerte |               |
| 2017   | Dunkirk                   | Atlantai filmkritikusok körének díja a legjobb filmezésért                                                 | Elnyerte |               |
| 2017   | Dunkirk                   | San Diegoi Filmkritikusok Társaságának díja a legjobb filmezésért                                          | Elnyerte |               |
| 2017   | Dunkirk                   | Akadémiai Díj a legjobb filmezésért                                                                        | Jelölve  | [ 17 ]        |
| 2017   | Dunkirk                   | BAFTA-díj a legjobb operatőrnek                                                                            | Jelölve  |               |
| 2017   | Dunkirk                   | Chicagoi filmkritikusok szövetségének díja a legjobb filmezésért                                           | Jelölve  |               |
| 2017   | Dunkirk                   | Kritikusok választása filmdíj a legjobb filmezésért                                                        | Jelölve  |               |
| 2017   | Dunkirk                   | Online Filmkritikusok Társaságának díja a legjobb filmezésért                                              | Jelölve  |               |
| 2017   | Dunkirk                   | Satellite díj a legjobb filmezésért                                                                        | Jelölve  |               |
| 2017   | Dunkirk                   | Washingtoni Területi Filmkritikusok Egyesületének díja a legjobb filmezésért                               | Jelölve  |               |
| 2017   | Dunkirk                   | Női filmújságírók szövetségének díja a legjobb filmezésért                                                 | Jelölve  |               |
| 2017   | Dunkirk                   | Amerikai Operatőrök Társaságának díja a legjobb filmezésért                                                | Jelölve  |               |
| 2017   | Dunkirk                   | Austini Filmkritikusok Egyesületének díja a legjobb filmezésért                                            | Jelölve  |               |
| 2017   | Dunkirk                   | Awards Circuit közösség díja a legjobb filmezésért                                                         | Jelölve  |               |
| 2017   | Dunkirk                   | Broadcast Filmkritikusok Egyesületének díja a legjobb filmezésért                                          | Jelölve  |               |
| 2017   | Dunkirk                   | Ohio Központi Filmkritikusok Egyesületének díja a legjobb filmezésért                                      | Jelölve  |               |
| 2017   | Dunkirk                   | Chicagoi Indie kritikusok díja a legjobb filmezésért                                                       | Jelölve  |               |
| 2017   | Dunkirk                   | Floridai filmkritikusok körének díja a legjobb filmezésért                                                 | Jelölve  |               |
| 2017   | Dunkirk                   | Arany Derby Díj a legjobb filmezésért                                                                      | Jelölve  |               |
| 2017   | Dunkirk                   | Hawaii filmkritikusok társaságának díja a legjobb filmezésért                                              | Jelölve  |               |
| 2017   | Dunkirk                   | A Houstoni Filmkritikusok Társaságának díja a legjobb filmezésért                                          | Jelölve  |               |
| 2017   | Dunkirk                   | Indiewire kritikusok szavazása a legjobb filmezésért                                                       | Jelölve  |               |
| 2017   | Dunkirk                   | A Los Angeles-i Online Filmkritikusok Társaságának díja a legjobb filmezésért                              | Jelölve  |               |
| 2017   | Dunkirk                   | Országos Filmkritikusok Társaságának díja a legjobb filmezésért                                            | Jelölve  |               |
| 2017   | Dunkirk                   | Észak-karolinai filmkritikusok szövetségének díja a legjobb filmezésért                                    | Jelölve  |               |
| 2017   | Dunkirk                   | Észak-texasi filmkritikusok szövetségének díja a legjobb filmezésért                                       | Jelölve  |               |
| 2017   | Dunkirk                   | Online Film és Televízió Egyesület díja a legjobb filmezésért                                              | Jelölve  |               |
| 2017   | Dunkirk                   | Online Filmkritikusok Társaságának díja a legjobb filmezésért                                              | Jelölve  |               |
| 2017   | Dunkirk                   | Phoenix Filmkritikusok Társasága díja a legjobb filmezésért                                                | Jelölve  |               |
| 2017   | Dunkirk                   | San Franciscoi filmkritikusok körének díja a legjobb filmezésért                                           | Jelölve  |               |
| 2017   | Dunkirk                   | Seattle Filmkritikusok díja a legjobb filmezésért                                                          | Jelölve  |               |
| 2017   | Dunkirk                   | St. Louisi Filmkritikusok Egyesületének díja a legjobb filmezésért                                         | Jelölve  |               |
| 2017   | Dunkirk                   | Utahi Filmkritikusok Egyesületének díja a legjobb filmezésért                                              | Jelölve  |               |